# Windows Genuine Advantage
Windows Genuine Advantage (WGA) este un program anti-piraterie controversat creat de către Microsoft care impune utilizatorilor sistemului de operare Microsoft Windows să își valideze autenticitatea copiei de sistem de operare Microsoft recent când accesează diferite servicii Microsoft Windows, precum Windows Update, și când descarcă de la Microsoft Download Center. 
De asemenea, face reclamă la Service Pack 2 pentru Windows XP, care necesită intervenție manuală pentru dezactivare. Deși înainte era opțională, utilizarea acestor servicii a devenit obligatorie din iulie 2005. 

## Notificări și firewall
Unele firewall-uri personale, nu și cel inclus în Windows, alertează utilizatorii cu privire la metoda de executare a wgatray.exe, precum în cazul firewall-ului Outpost, unde este identificat ca "proces ascuns". Procesul wgatray.exe poate fi blocat prin firewall, fără probleme aparente. Ștergerea referinței către WGALOGON.DLL folosind HijackThis pare să dezactiveze acest update, până în punctul în care el va fi oferit din nou și nu va fi marcat ca "nu arăta".
O unealtă a fost eliberată de către un producător de firewall-uri pentru a preveni ca WGA să transmită informații de pe computerul cuiva.

## Date colectate
Windows Genuine Advantage verifică următoarele componente:,
- Suma de control pentru BIOS.
- Adresa MAC.
- Numărul de serie al HDD-ului.
- Versiunea de limbă a sistemului de operare.
- Versiunea sistemului de operare.
- Informații despre BIOS-ul computerului (autor, versiune, dată).
- Constructorul computerului.
- Setările locale ale utilizatorului.
- Rezultatele validării și instalării.
- Cheia de produs pentru Windows sau Office.
- Identitatea produsului Windows XP.